# Opisthoscelis globosa
Opisthoscelis globosa är en insektsart som beskrevs av Rubsaamen 1894. Opisthoscelis globosa ingår i släktet Opisthoscelis och familjen filtsköldlöss. Inga underarter finns listade i Catalogue of Life.